# Epsilonema margaritatum
Epsilonema margaritatum is een rondwormensoort uit de familie van de Epsilonematidae. De wetenschappelijke naam van de soort is voor het eerst geldig gepubliceerd in 1987 door Decraemer & Gourbault.